# Teodobert I
Teodobert I (vers 500 – 547 o 548) va ser rei merovingi del regne franc de Reims (Austràsia) des del 533 fins a la seva mort.
Fill del rei Teodoric I d'Austràsia, va obtenir fama de molt jove quan, l'any 516, va liderar els exèrcits del seu pare en una victòria contra els danesos que atacaven el nord de la Gàl·lia. La seva reputació va augmentar gràcies a una sèrie de campanyes que conduí conta els visigots.
L'any 532 va completar, amb l'ajuda del seu cosí Guntram (fill de Clotari I) la reconquesta dels territoris al sud d'Aquitània, que els gots havien conquerit als francs després de la mort de Clodoveu I.
Amb la mort del seu pare Teodoric a finals del 533, va haver de combatre els seus oncles Khildebert i Clotari per poder heretar el regne. Gràcies al suport dels nobles locals austrasians i a la seva vàlua militar va aconseguir conservar la seva herència. Davant la capacitat demostrada per Teodobalt, Khildebert decidir aliar-se amb ell contra Clotari i adoptar-lo com a hereu. Però Teodobert va morir abans, el catorzè any del seu regnat, i el seu regne passà al seu fill Teodobald.